# 기본류
대수적 위상수학에서 기본류(基本類, 영어: fundamental class)는 다양체 전체에 해당하는 호몰로지 동치류이다.

## 정의
{\displaystyle M}이 {\displaystyle n}차원 연결 가향 다양체라고 하자. 그렇다면 그 최고차 호몰로지 군은 무한 순환군과 동형이다.
{\displaystyle H_{n}(M,\mathbb {Z} )\cong \mathbb {Z} }
또한, {\displaystyle M} 위의 방향의 선택은 {\displaystyle H_{n}(M)}의 생성원(즉, 1 또는 −1)을 고르는 것과 같다. 따라서, 유향 다양체의 경우 이 생성원 {\displaystyle [M]\in H_{n}(M,\mathbb {Z} )}를 {\displaystyle M}의 기본류라고 한다.
만약 {\displaystyle M}이 연결 공간이지만 비가향공간이라면 정수 계수의 호몰로지를 정의할 수 없다. 하지만 {\displaystyle \mathbb {Z} /2} 계수의 호몰로지는 정의할 수 있다. 이 경우
{\displaystyle H_{n}(M,\mathbb {Z} /2)\cong \mathbb {Z} /2}
이고, {\displaystyle M}의 기본류는 0이 아닌 원소 {\displaystyle 0\neq [M]\in H_{n}(M,\mathbb {Z} /2)}이다.
만약 {\displaystyle M}이 경계 {\displaystyle \partial M}을 가진 콤팩트 유향 다양체라면, 상대 호몰로지
{\displaystyle H_{n}(M,\partial M,\mathbb {Z} )\cong \mathbb {Z} }
이므로 마찬가지로 기본류를 정의할 수 있다.

## 성질

### 푸앵카레 쌍대성
푸앵카레 쌍대성에 의해, 주어진 {\displaystyle M}의 코호몰로지 동치류 {\displaystyle \alpha \in H^{k}(M)}에 대하여 {\displaystyle M}의 기본류와 {\displaystyle \alpha } 사이의 합곱은 {\displaystyle \alpha }와 동형이다:
{\displaystyle \alpha \cong [M]\frown \alpha \in H_{n-k}(M)}
이 동형 사상을 다음과 같이 표기하기도 한다.
{\displaystyle [M]\frown \colon H^{k}(M)\to H_{n-k}(M)}

## 같이 보기
- 콕서터 길이 함수
- 푸앵카레 쌍대성

## 참고 문헌
- Hatcher, Allen (2002). 《Algebraic Topology》 (영어). Cambridge: Cambridge University Press. ISBN 0-521-79540-0.
- Weisstein, Eric Wolfgang. “Fundamental class”. 《Wolfram MathWorld》 (영어). Wolfram Research.